# Reichsleiter
Reichsleiter fou la denominació dels directors nacionals del Partit Nacional Socialista dels Treballadors Alemanys (NSDAP), el partit nazi. Un director nacional tenia una competència transversal a tot el territori del Tercer Reich. Era el 30è grau de la jerarquia, el 29è nivell eren els gauleiters o directors regionals, que tenien una competència geogràfica. N'hi havia divuit, i tots eren anomenats directament pel dictador Adolf Hitler.

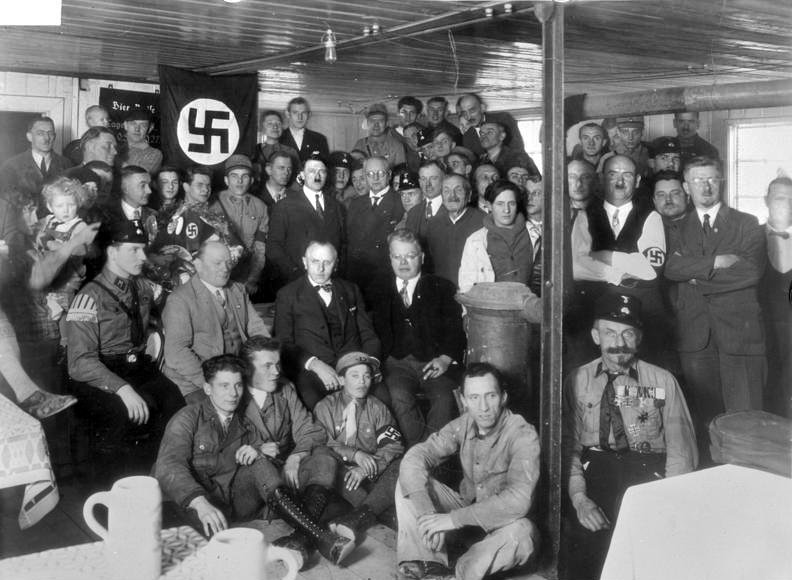
L'estrena del Braune Haus el 1930

La paraula és composta de Reich amb l'infix -s- el sufix -leiter que significa director. El mot leiter era reservat a les estructures del partit nazi. Les organitzacions (para)militars (SS, SA i Organització Todt) utilitzaven el sufix -führer. Així, un reichsleiter del partit era al mateix nivell d'un reichsführer, i tots pertanyien al cercle íntim de Hitler i de les estructures de poder nazi
Tenien la seva seu administrativa a la «Casa Bruna» (Braunes Haus) a Múnic. El seu paper era la definició de les regles i directives dels objectius polítics «del poble alemany» així com el control de la seva execució. A més havien d'assegurar la selecció del personal directiu i de l'organització eficaç del partit.
Entre els directors nacionals del partit amb la seva competència transversals i els ministres de l'estat nazi hi havia sempre una concurrència i sovint conflictes. Les línies entre estat i partit no eren gaire clares, una confusió volguda per Hitler per evitar que ningú obtinguès massa poder. Una concurrència semblable s'instal·lava entre els governadors regionals (gauleiter), petits vicereis absoluts al seu territori a qui no li agradava obsequiar instruccions nacionals del reichsleiter competent. Rivalitats i conflictes interns entre els reichsleiters igualment van minvar l'autoritat del directori del partit als directors regionals.